# مارک برودزکی
مارک برودزکی (لهستانی: Marek Brodzki؛ ‏ ۲۵ دسامبر ۱۹۶۰) کارگردان فیلم، فیلم‌نامه‌نویس، تهیه‌کننده فیلم، دستیار کارگردان و استاد دانشگاه اهل لهستان است.
از فیلم‌هایی که وی در آن نقش داشته‌است، می‌توان به اعتصاب، برادر الهی ما، جادوگر (فیلم)، زندگی به مثابه بیماری آمیزشی مرگبار و پیانیست اشاره کرد.
وی همچنین برندهٔ جوایزی همچون گلوریا آرتیس شده‌است.